# Vladimir Đilas
Vladimir Đilas (in serbo Bлaдимиp Ђилac?; Belgrado, 3 marzo 1983) è un calciatore serbo, attaccante dello Srem Mihaljevci.

## Carriera
In carriera ha giocato complessivamente 88 partite nella prima divisione serba, 13 in quella greca, 13 in quella bulgara e 7 in quella bosniaca, oltre ad una partita in Europa League ed a 12 partite nei turni preliminari di Europa League.